# ロイス・ディオニー
ロイス・ディオニー（Loïs Diony、1992年12月20日 - ）はフランスのサッカー選手。ポジションはFW。

## 経歴
2012年11月、シャモア・ニオールFC戦で、FCナントにてプロデビュー。
2017年7月7日、ASサンテティエンヌへの移籍を発表した。
2018年1月25日、ブリストル・シティFCへ期限付き移籍。
2020年9月10日、アンジェSCOと3年契約を結んだ。